# Moustier-en-Fagne
Moustier-en-Fagne är en kommun i departementet Nord i regionen Hauts-de-France i norra Frankrike. Kommunen ligger i kantonen Trélon som tillhör arrondissementet Avesnes-sur-Helpe. År 2022 hade Moustier-en-Fagne 61 invånare.

## Befolkningsutveckling
Antalet invånare i kommunen Moustier-en-Fagne
| Referens: INSEE |